# سرخوبون
سرخوبون ( کردی :Serxwebûn) مجله و ارگان رسمی حزب کارگران کردستان (پ ک ک) است.   در سال 1979 تأسیس شد  در حال حاضر در هلند چاپ می شود  و ماهانه منتشر می شود.  سخنرانی ها و دیدگاه های رهبری سیاسی پ ک ک را منتشر می کند اما سوابق گسترده ای از مبارزان کشته شده نیروهای دفاع خلق (ه پ گ)، شاخه مسلح پ.ک.ک را نیز حفظ می کند.  اولین سردبیر آن مظلوم دوغان بود .  اغلب توسط محققان درگیری بین ترکیه و پ ک ک استناد می شود